# Liberia op de Olympische Zomerspelen 1988
Liberia nam deel aan de Olympische Zomerspelen 1988 in Seoul, Zuid-Korea. 

## Deelnemers en resultaten

### Atletiek
| Olympiër       | Discipline      | Resultaat | Prestatie                                          |
| -------------- | --------------- | --------- | -------------------------------------------------- |
| Samuel Birch   | 100m (m)        | 101e      | serie 6: 7de in 11,68                              |
| Oliver Daniels | 100m (m)        | 54e       | serie 11: 4de in 10,68                             |
| Samuel Birch   | 200m (m)        | DNS       | serie 4: niet gestart                              |
| Oliver Daniels | 200m (m)        | 39e       | serie 3: 3de in 21,59 kwartfinale 4: 8ste in 22,25 |
| Nimley Twegbe  | 800m (m)        | 66e       | serie 6: 8ste in 1.58,43                           |
|                |                 |           |                                                    |
| Melvina Vulah  | 100m (v)        | 51e       | serie 1: 6de in 12,16                              |
| Melvina Vulah  | 200m (v)        | 51e       | serie 3: 7de in 25,48                              |
| Melvina Vulah  | verspringen (v) | 28e       | kwalificatie: 28ste met 5,23m                      |

### Boksen
| Olympiër            | Discipline | Resultaat | Prestatie                                                                              |
| ------------------- | ---------- | --------- | -------------------------------------------------------------------------------------- |
| Sammy Stewart       | -48kg (m)  | 9e        | 1ste ronde: vrij 2de ronde: W van HON Angeles: 5-0 3de ronde: V van PHI Serrantes: 0-5 |
| Thomas Stephens     | -54kg (m)  | 33e       | 1ste ronde: V van ZAM Chikwanda: scheidsrechterlijke beslissing                        |
| Tommy Gbay          | -60kg (m)  | 17e       | 1ste ronde: vrij 2de ronde: V van MAR Marjouane: 0-5                                   |
| Simeon Stubblefield | -75kg (m)  | 17e       | 1ste ronde: vrij 2de ronde: V van LES Mojela: 0-5                                      |

Afghanistan · Algerije · Amerikaanse Maagdeneilanden · Amerikaans-Samoa · Andorra · Angola · Antigua en Barbuda · Argentinië · Aruba · Australië · Bahama’s · Bahrein · Bangladesh · Barbados · België · Belize · Benin · Bermuda · Bhutan · Birma · Bolivia · Bondsrepubliek Duitsland · Botswana · Brazilië · Britse Maagdeneilanden · Brunei · Bulgarije · Burkina Faso · Canada · Centraal-Afrikaanse Republiek · Chili · China · Chinees Taipei · Colombia · Congo-Brazzaville · Cookeilanden · Costa Rica · Cyprus · Denemarken · Djibouti · Dominicaanse Republiek · Duitse Democratische Republiek · Ecuador · Egypte · El Salvador · Equatoriaal-Guinea · Fiji · Filipijnen · Finland · Frankrijk · Gabon · Gambia · Ghana · Grenada · Griekenland · Groot-Brittannië · Guam · Guatemala · Guinee · Guyana · Haïti · Honduras · Hongarije · Hongkong · Ierland · IJsland · India · Indonesië · Irak · Iran · Israël · Italië · Ivoorkust · Jamaica · Japan · Joegoslavië · Jordanië · Kaaimaneilanden · Kameroen · Kenia · Koeweit · Laos · Lesotho · Libanon · Liberia · Libië · Liechtenstein · Luxemburg · Malawi · Malediven · Maleisië · Mali · Malta · Marokko · Mauritanië · Mauritius · Mexico · Monaco · Mongolië · Mozambique · Nederland · Nederlandse Antillen · Nepal · Nieuw-Zeeland · Niger · Nigeria · Noord-Jemen · Noorwegen · Oeganda · Oman · Oostenrijk · Pakistan · Panama · Papoea-Nieuw-Guinea · Paraguay · Peru · Polen · Portugal · Puerto Rico · Qatar · Roemenië · Rwanda · Saint Vincent en de Grenadines · Salomonseilanden · Samoa · San Marino · Saoedi-Arabië · Senegal · Sierra Leone · Singapore · Soedan · Somalië · Sovjet-Unie · Spanje · Sri Lanka · Suriname · Swaziland · Syrië · Tanzania · Thailand · Togo · Tonga · Trinidad en Tobago · Tsjaad · Tsjecho-Slowakije · Tunesië · Turkije · Uruguay · Vanuatu · Venezuela · Verenigde Arabische Emiraten · Verenigde Staten · Vietnam · Zaïre · Zambia · Zimbabwe · Zuid-Jemen · Zuid-Korea · Zweden · Zwitserland